# Sironcus
Genre
Sironcus est un genre de pseudoscorpions de la famille des Ideoroncidae.

## Distribution
Les espèces de ce genre se rencontrent en Asie du Sud-Est.

## Liste des espèces
Selon Harvey, 2016 :
- Sironcus belaga Harvey, 2016
- Sironcus jerai Harvey, 2016
- Sironcus rhiodontus Harvey, 2016
- Sironcus siamensis (With, 1906)
- Sironcus sierwaldae Harvey, 2016
- Sironcus stonei Harvey, 2016

## Publication originale
- Harvey, « The systematics of the pseudoscorpion family Ideoroncidae (Pseudoscorpiones: Neobisioidea) in the Asian region. »,  Journal of Arachnology, vol. 44,, no 3,‎ 2016, p. 272-329 (lire en ligne)